# Curitiba prismatica
Curitiba prismatica é uma espécie de árvore da família Myrtaceae. É única espécie do gênero Curitiba, a espécie foi originalmente descrita como Eugenia prismatica por D. Legrand em 1969 e mudou-se para seu próprio gênero por Andrew M. Salywon e Leslie Roger Landrum em 2007. A espécie também atende pelos nomes comuns Cambuí, Guamirim, Mureira e Murta. A espécie está listada como vulnerável pela ICUN.
Curitiba é um gênero monotípico de planta da família Myrtaceae, endêmico do Brasil. Pode ser encontrado na floresta tropical de Araucária.